# Rimani rimani rimani
Rimani rimani rimani è un singolo della cantante italiana Alessandra Amoroso, pubblicato il 20 dicembre 2024 come quarto estratto dall'ottavo album in studio Io non sarei.

## Descrizione
Il brano è scritto da Alfredo Rapetti, in arte Cheope, Fabrizio Fusaro e Simone Guzzino, il quale ha anche curato la produzione con fenoaltea e Stefano Tognini, in arte Zef.

## Video musicale
Il video musicale, diretto da Marco Braia, è stato pubblicato in concomitanza all'uscita del brano attraverso il canale YouTube della cantante.

## Tracce
Testi e musiche di Alfredo Rapetti, Fabrizio Fusaro e Simone Guzzino.
1. Rimani rimani rimani – 2:37